# Aguiar (Viana do Alentejo)
Aguiar is een plaats (freguesia) in de Portugese gemeente Viana do Alentejo en telt 699 inwoners (2001).